# Лекарите в света за предотвратяване на ядрената война

Лекарите в света за предотвратяване на ядрената война или ЛСПЯВ (на английски: International Physicians for the Prevention of Nuclear War, IPPNW) е световна организация на медици от 63 държави.
Представлявана е от десетки хиляди лекарри, студенти медици, здравни работници и загрижени граждани, който споделят обща цел, а именно създавенето на мирен и спокоен свят, който не е заплашван от ядрено унищожение. Организацията е основана през 1980 г. със седалище в Бостън, САЩ. Лекарите със социална отговорност се обединяват за предотвратяване на ядрената война, застъпвайки се преди всичко за атомно разоръжаване. Като независима организация, ЛСПЯВ участва в широка гама от дейности, свързани с войни, здравеопазване, социална справедливост, и околната среда. България членува в ЛСПЯВ от 1982 г. Организацията е носител на Нобелова награда за мир за 1985 г. за заслуги в информирането на обществеността за катастрофалните последици от ядрената война.
ЛСПЯВ стартира Международната кампания за премахване на ядрените оръжия. Глобалната кампания от 90-те години за забрана на противопехотните мини бележи първото голямо навлизане на ЛСПЯВ в неядрената арена. През 2001 г. федерацията се ангажира да се справи с насилието като стартира организация за превенция на въоръженото насилие, която впоследствие разширява обхвата на всички видове въоръжено насилие. Целта е тази организация да играе водеща роля в участието си в програмата за действие на ООН за лекото стрелково и малокалибрено оръжие. Лидерите и активистите на ЛСПЯВ се присъединяват към повече от 100 други участници в МКЗЯО като участници от гражданското общество в преговорите за исторически договор за забрана на ядреното оръжие, който изисква ратификация от 50 държави. Тогава Договорът ще бъде ефективно правно, морално и политическо средство за привеждане на ядрените и ядрено-зависимите държави в съответствие със забраните и принуждаването им да предприемат необходимите стъпки за премахване на оръжия, обявени за незаконни съгласно международното право. Договорът е приет от огромно мнозинство държави на 7 юли 2017 г.
Лекарите и студентите по медицина на ЛСПЯВ, също така участват в медицинско мирно образование в Близкия изток, Африка, Латинска Америка, Южна Азия и други части на света, подложени на конфликти. Като част от организацията за превенция, ЛСПЯВ е също така, активен участник в Алианса за предотвратяване на насилието на Световната здравна организация.
Към 2018 г. ЛСПЯВ има филиали в 63 страни, както и над 420 партньорски НПО-та в 95 страни.
ЛСПЯВ твърди, че ядрените оръжия са несъвместими с човешкото оцеляване и че нито една страна няма право да ги притежава като предмет на международното право – принцип, потвърден от Международния съд през 1996 г. Като най-голямата и най-мощна ядрена държава и единствната, която е използвала ядрени оръжия в акт на война – Съединените щати, има специална отговорност да осигури лидерство към ядреното премахване. Здравните специалисти също трябва да играят ключова роля за предотвратяване на насилието от всякакъв вид, защото въоръженото насилие е криза на общественото здраве, която възпрепятства както социалния, така и икономическия растеж, въпроси, важни за всички хора от всички страни.
През 90-те години на миналия век, ЛСПЯВ създава Международна комисия за изследване на въздействието на ядрените оръжия върху здравето и околната среда и работи с Института за изследвания в областта на енергетиката и околната среда, за да документира тези ефекти. Комисията изготвя поредица от книги, включващи Радиоактивно небе и земя, Плутоний:смъртоносно злато от ядрената епоха и други книги оповестяващи вредите, които се получават впоследствие от производството и използването на ядрени оръжия. През първите пет години ЛСПЯВ, работещ в тясно сътрудничество с американските си лекари за социална отговорност и ЛСПЯВ-Русия, обучава здравни специалисти, политически лидери и обществеността за медицинските и екологичните последици от ядрената война. В поредица от добре проучени, авторитетни книги и многобройни статии и публикации в медицински списания и в популярната преса, ЛСПЯВ обяснява огромните цени на ядрените оръжия. Активистите от лекари изиграват важна роля в кампаниите за забрана на атмосферни и подземни експлозии на ядрени опити и за подпомагане на затварянето на площадки за тестване на ядрени оръжия и производствени съоръжения.
Един от най-важните и допринасящи хора на организацията е Виктор У. Сидел, който е основател и президент на лекарите за социална отговорност, бивш съпредседател на ЛСПЯВ, и един от най-големите експерти в света по медицинските последици от ядрената война. Д-р Сидел е председател на катедрата по социална медицина в Медицинския център на Монтефиоре в Бронкс от 1969 – 1985 г. След това той става почетен университетски професор по социална медицина в Монтефиоре. През 1985 г. е избран за президент на Американската асоциация за обществено здраве. Той е автор на множество книги и статии за човешките последици от войната, международното здраве и въздействието на бедността и лишенията върху здравето и благосъстоянието, включително войната и общественото здраве. Умира на 30 януари 2018 г.
През 60-те години група от заинтересовани лекари проучват и документирват взрива, топлината и радиационните ефекти на ядрените оръжия. Това, че лекарите биха се застъпили за премахването на ядрените оръжия, не само има смисъл, но също се възприема от мнозина като професионална отговорност. Световната здравна организация (с която ЛСПЯВ има официални отношения от март 1985 г.), Националният медицински институт на САЩ, Британската медицинска асоциация и Кралската шведска академия на науките са само някои от престижните организации, които са допринесли съществено за това разбиране за медицинските последици от ядрената война.
На 28 февруари 2013 г. Световната здравна организация (СЗО) обявява заключението си, че няма съществено увеличение на риска от рак, което да се очаква като резултат от ядрената катастрофа във Фукушима Скоро след това, на 6 март 2013 г., ЛСПЯВ, открива от 20 000 до 80 000 случая на рак от външно облъчване, както и още 18 000 до 37 000 случаи, дължащи се на консумация на заразена храна. Налице е дълга история на гражданска активност срещу тестването на ядрени оръжия и надпреварата за ядрени оръжия в Нова Зеландия.
ЛСПЯВ първоначално е насочвала усилията си към публични образователни дейности. През 80-те и 90-те години това често е включвало привличане на ключови международни хора в Нова Зеландия за разговори и предоставяне на възможности за взаимодействие с медиите и политиците. Например, в разгара на Студената война през 1982 – 1983 г., посещението на д-р Хелън и Бил Калдикот от Съединените щати помагат да се повиши обществената загриженост относно ускоряването на надпреварата за ядрени оръжия и военните отношения на Нова Зеландия с ядрената суперсила. Тяхното посещение доведжа до пик в членството на ЛСПЯВ-близо 1100 нови души се присъединяват, което е близо една пета от всички лекари в страната по това време. Отделно, има още много забележителни оратори, привлечени в Нова Зеландия от ЛСПЯВ, включително бившия директор на американското въздушно командване на военновъздушните сили генерал Лит Бътлър през 1997 г. Генерал Бътлър успява да подчертае необходимостта от допълнителни стъпки за премахване на ядрената енергия и потвърждава стойността на позицията на Нова Зеландия относно ядрените оръжия. Сред останалите забележителни посетители са Дъглас Рош (бивш канадски парламентарист и дипломат), Робърт Дел Тредичи (фотограф) и Мигел Марин Бош (дипломат). Много от тези успешни посещения са организирани от Иън Прайър, които допринесят повече за организацията за период от две десетилетия, отколкото всеки друг човек.
Често в сътрудничество с други неправителствени организаци, ЛСПЯВ успява да допринесе за организирането на събития, които потвърждават стойността на антиядреното законодателство на САЩ и насърчават ядреното разоръжаване в международен план.

## История
ЛСПЯВ е вдъхновена от Студената война, когато малка група лекари от САЩ и Съветския съюз осъзнават, че общия им интерес за оцеляване е по-силен от идеологическите им различия. Те вярват, че задълженията им като лекари включват споделяне на общ ангажимент в името на предотвратяването на ядрена война между техните страни. И така глобалната организация на лекари-експерти се обединява, за да обясни на политиците и обществеността медицински и научни факти за последиците от ядрената война.
Основателите др. Бернард Лолн, др. Джим Мюлер, др. Ерик Чивиян и др. Хърб Абрамс от Съединените щати и др. Евгений Чазов, др. Михаил Кузин и др. Леонид Илин от Съветския съюз свормират екип, който да извърши научни изследвания основаващи се на данните събрани от техни японски колеги изучавали въздействието на атомните бомбардировки над Хирошима и Нагасаки.
През първите си пет години, ЛСПЯВ образова здравни специалисти, политически лидери и обществеността, за медицинските и екологичните последици от ядрената война. За положените усилия, които обединяват лекари от цял свят въпреки разделението което е наложено от Студената война, организацията е удостоена с наградата на ЮНЕСКО за мир и образование през 1984 г. и с Нобелова награда за мир през 1985 г.
През 80-те и 90-те години ЛСПЯВ документира ефектите от производството, тестването и използването на ядрени оръжия, и работи с института за енергетика и опазване на околната среда.
През октомври 2007 г. ЛСПЯВ и Кралското общество по медицина съвместно спонсорира мащабна конференция в Лондон, за да направи преглед на сегашното състояние на информиранст относно ефектите от ядрените оръжия. На конференцията са представени научните данни за това как регионална ядрена война се отразява на глобалния климат.
През 2010 г. Федерацията приема резолюция, призоваваща за глобална забрана на добива на уран, поради опасностите, които крие за здравето и околната среда.
ЛСПЯВ има за цел не само да образова обществеността, но и да организира гражданите на ядрените държави, да протестират и да променят политиката на техните правителства. Тя вярва, че активното участие на милиони хора е от съществено значение, ако искаме да предотвратим ядрена война и да премахнем ядрените уръжия. Лекарите-активисти водят кампании за забраната на тестови атмосферни и подземни ядрени взривове и закриването на производствените съоръжения.
С края на Студената война ЛСПЯВ се разраства с 200 хиляди лекари, здравни работници и загрижени граждани от всички региони на света.

## Хронология
- 1980 г. – Бернард Лоун, Джеймс Мюлер, Ерик Чивиан и Хърб Абрамс от САЩ се срещат в Женева с Др. Еугуени Чазов, Леонид Илин и Михаил Кузин от Съветския съюз и се съгласяват да организират международно движение на лекари за борба с ядрената заплаха.
- 1981 г. – Първият Световен конгрес на ЛСПЯВ се провежда в Еърли, Вирджиния, и присъстват 80 лекари от 12 страни. Конгресът привлича медийното отразяване, генерира научни изследвания и осигурява основата за изграждане на международно движение.
- 1982 г. – Вторият Световен конгрес се провежда в Кеймбридж, Великобритания, на който присъстват 200 лекари от 31 страни. Съветски и американски лекари от ЛСПЯВ се появяват на съветската телевизия за безпрецедентна жива дискусия за последствията от ядрената война. Видян от 100 милиона съветски зрители, програмата по-късно се излъчва и в САЩ.ЛСПЯВ публикува и книга за ядрената война, която е преведена на няколко езика и се използва във водещи медицински училища по света.
- 1983 г. – Третият Световен конгрес се провежда в Амстердам, Холандия на който присъстват повече от 300 лекари от 43 страни.
- 1984 г. – Четвъртият Световен конгрес се провежда в Еспоо, Финландия, на който присъстват 500 лекари от 53 страни. Представено е въздействието на ядрената война върху деца и юноши, международно проучване, спонсорирано от ЛСПЯВ.ЮНЕСКО почита ЛСПЯВ със своята награда за мирно образование, като цитира „особено забележителна дейност за информиране на обществеността и мобилизиране на съвестта на човечеството за мир“.
- 1985 г. – Екип от съветски и американски лекари посещава пет американски града, за да информира обществеността за медицинските последици от ядрената война и да насърчава отношенията между Изтока и Запада. Петият Световен конгрес на ЛСПЯВ се провежда в Будапеща, Унгария, на който присъстват 800 лекари от 60 страни. По това време федерацията представлява над 135 000 лекари в 41 национални филиала. Нов акцент е поставен върху връзката между развитието и разоръжаването и необходимостта от забрана за ядрени опити. През декември ЛСПЯВ получава Нобеловата награда за мир в Осло. Нобеловият комитет поздравява ЛСПЯВ за „значителна услуга на човечеството чрез разпространяване на авторитетна информация и създаване на осъзнаване на катастрофалните последици от атомната война“.
- 1986 г. – Петнадесет хиляди лекари от 65 страни разглеждат моралните и етични аспекти на ядрените оръжия на шестия Световен конгрес на ЛСПЯВ в Кьолн, Германия. Лидерите на ЛСПЯВ пътуват през СССР, Китай и Япония на първия етап от глобалната кампания на ЛСПЯВ.
- 1987 г. – Седмият Световен конгрес се провежда в Москва, СССР и присъстват повече от 2000 лекари от 70 страни. Представлявайки повече от 175 000 лекари, ЛСПЯВ вече е най-нарастващата медицинска организация в света.
- 1988 г. – ЛСПЯВ спонсорира Международния научен симпозиум за забрана на ядрени изпитвания в Лас Вегас, Невада. Съветският съюз провежда първото ядрено изпитание от, което предизвиква протести от филиали на ЛСПЯВ като част от новата кампания за прекратяване на огъня. Организацията продължава да протестира срещу всеки един ядрен тест. Осмият Световен конгрес се провежда в Монреал, Канада. В него участват 2500 лекари от близо 80 страни. Междувременно, Кросби, Стилс и Неш, заедно с музиканти от СССР и Канада, свирят на Концерт за мир на ЛСПЯВ.В отговор на нарастващата криза, създадена от производството на ядрено оръжие, ЛСПЯВ създава Международната комисия за проучване на въздействието на производството на ядрени оръжия върху здравето и околната среда. През декември земетресение опустошава части от съветската Армения. ЛСПЯВ осигурява лекарствени средства на стойност милиони долари и организира влизането на медицински екипи в засегнатия от земетресението регион.
- 1989 г. – Нова публикация на ЛСПЯВ: Медицина и ядрена война, помага на преподавателите по медицинските училища да включват информация за медицината и ядрената война в техните програми. На деветия световен конгрес на ЛСПЯВ през октомври 3000 лекари се срещат в двата града, жертви на атомните бомби: Хирошима и Нагасаки.
- 1990 г. – Заедно със съветското местно движение „Невада-Семипалатинск-Моруроа“, ЛСПЯВ свиква Международния граждански конгрес за забрана на ядрените опити в Алма-Ата и Семипалатинск, СССР.
- 1991 г. – ЛСПЯВ пуска „Радиоактивно небе и земя“ – първия официален доклад на Международната комисия за проучване на здравните и екологични последствия от тестването и производството на ядрени оръжия на ЛСПЯВ. Повече от 1300 активисти на ЛСПЯВ от 80 държави се събират в Стокхолм, Швеция за Световния конгрес на десетата годишнина на ЛСПЯВ. По време на войната в Персийския залив ЛСПЯВ изпраща следователи, оповестява здравните последици от войната, защитава мира и доставя тонове медицински и хранителни доставки.
- 1992 г. – Публикува се вторият обем на изследването на Международната комисия – „Плутоний: Смъртоносно злато от ядрената епоха“. Медицински консумативи и оборудване се доставят в бившия Съветски съюз в отговор на недостига след разпадането му. За да убеди новите ядрени държави Беларус, Казахстан и Украйна да се откажат от ядрените си арсенали, наследени от Съветския съюз, ЛСПЯВ работи с руския си филиал за широка образователна и медийна кампания. Африканските филиали помагат на бежанците от войната в Сомалия и помагат да се документират здравните последици от войната.
- 1993 г. – Единадесетият Световен конгрес се провежда в Мексико Сити. Руските и японските филиали водят протест срещу руския дъмпинг на течни радиоактивни отпадъци в нарушение на десетгодишен мораториум. Това е последвано от световна забрана за изхвърляне на ядрени и промишлени отпадъци в морето от Лондонската конвенция.
- 1994 г. – Общото събрание на ООН изисква консултативно становище от Световния съд относно заплахата от използването на ядрени оръжия. 34 национални правителства представят правни аргументи пред Съда. ЛСПЯВ се присъединява към представянето на 110 милиона подписи на граждани пред Съда в опозиция използването на ядрените оръжия. Кампанията „Премахване на 2000 г.“ е стартирана с цел да се изгради световна подкрепа за подписано глобално споразумение до 2000 г., което поставя твърд график за премахване на ядрената енергия.
- 1995 г. – Висша делегация на ЛСПЯВ пътува до Париж, за да се срещне лично с високопоставени френски служители, за да протестира срещу планираните ядрени опити в южната част на Тихия океан. Китайските лекари се присъединяват към ЛСПЯВ, като му дават филиал във всяка ядрена държава.
- 1996 г. – 12-ият Световен конгрес се провежда в Уорчестър, Масачузетс (САЩ). Темата на Конгреса е мирът чрез здраве: програма за новото хилядолетие. Междувременно д-р Рон Маккой, съпредседател на ЛСПЯВ, е на престижната Комисия за премахване на ядреното оръжие в Канбера.
- 1997 г. – Като част от Международната кампания за забрана на противопехотните мини, ЛСПЯВ празнува присъждането на Нобелова награда за мир.
- 1998 г. – Усилията за осигуряване на международно споразумение за елиминиране на ядрените оръжия до 2000 г. са в напреднал стадий на среща в Женева сред НПО, включително ЛСПЯВ и десетки държавни представители на Конференцията на ООН за разоръжаване. ЛСПЯВ организира първата си по рода регионална среща в Северна Азия, за да разгледа критични въпроси на ядрената сигурност между Япония, Китай и Корея Австралийският филиал провежда 13-ия Световен конгрес в Мелбърн. ЛСПЯВ организира голяма конференция за противопехотните мини в Москва с международната кампания за забрана на мините. Това е първият подобен форум, проведен в Русия, основен производител на противопехотни мини.
- 1999 г. – Лидерите на ЛСПЯВ се срещат с премиера на Индия, за да призоват за премахване на ядрената енергия. Бомбардирането на Бомбай: въздействието на ядрените оръжия и проучването на хипотетичен взрив е пуснато в Южна Азия, за да се помогне на активистите да проведат кампания за премахване на ядрената енергия.
- 2000 г. – ЛСПЯВ помага за разработването на „13 стъпки“ за ядрено разоръжаване. Хиляди лекари и поддръжници на ЛСПЯВ организират кампания срещу плановете на САЩ за разполагане на национална система за противоракетна отбрана, която заплашва да възпламени нова надпревара за ядрени оръжия. Повече от 400 лекари, здравни работници, студенти по медицина, учени, политически лидери и поддръжници на ЛСПЯВ от близо 50 страни се срещат в Париж през юни, за да направят диаграма на ЛСПЯВ за XXI век и да отпразнуват 20 години активизъм за предотвратяване на ядрена война и насърчаване на мира.
- 2001 г. – След атаките от 11 септември в САЩ, ЛСПЯВ поставя отново акцент върху дългогодишната си загриженост относно ядрения тероризъм, разпространението на делящи се материали и възможността търговските атомни електроцентрали да станат терористични цели. Международната медицинска конференция на ЛСПЯВ по въпросите на малките оръжия, насилието с оръжие и нараняванията се състои в Хелзинки през септември и отбеляза официалното стартиране на глобална кампания за медицинските и обществените последици от използването на малките оръжия.
- 2002 г. – 15-ият Световен конгрес на ЛСПЯВ – „Срещата на върха за оцеляване“ – се провежда във Вашингтон. Конгресът поставя заплахата от ядрена война в по-широката рамка на въпросите, включително мините, малките оръжия и глобалните екологични щети, които се ръководят от глобалните неравенства и пропастта между глобалния Север и глобалния Юг. ЛСПЯВ Швейцария организира международен симпозиум за опасностите от ядрената енергия.
- 2003 г. – Докато администрацията на Буш се подготвя за война срещу Ирак, ЛСПЯВ събира близо 1000 подписа от лекари и здравни специалисти по петиция, призоваваща за разрешаване на конфликта чрез невоенни мерки и върховенство на закона.
- 2004 г. – „Мирът чрез здраве“, 16-ият Световен конгрес на ЛСПЯВ се провежда през септември в Пекин – първият път, когато голяма медицинска конференция за премахване на ядрените оръжия и предотвратяване на войната е одобрена от Китайското общество по радиологична медицина и защита и Китайската медицинска асоциация.
- 2005 г. – В чест на 60-ата годишнина от атомните бомбардировки в Хирошима и Нагасаки, ЛСПЯВ издава Хирошимската мирна декларация на своята 5-а регионална среща в Северна Азия. Също така се празнува 25-годишнината на едно събитие в Кеймбридж, Масачузетс. Основните акценти включват разговори на съоснователя на фондацията Бернард Лоун, антинуклерния активист Даниел Елсберг и певеца и композитор Джеймс Тейлър.
- 2006 г. – Центърът Пааситорини в Хелзинки, Финландия е мястото на 17-ия Световен конгрес на ЛСПЯВ – „Мисия на лекарите: война или здраве“? Участниците в конгреса подновяват своя ангажимент за предотвратяване на войната и „създаване на глобални рамки за сигурност, основани на здравето и правата на човека“ и призовават за премахване на ядрените оръжия. Британските лекари твърдят, че разходите за ядрени оръжия на стойност 76 млрд. паунда биха били по-добре изразходвани за подобряване на общественото здраве. ЛСПЯВ Германия и Германското дружество за радиационна защита изготвят ново проучване на здравните последици от катастрофата в Чернобил и го публикуват на международна конференция по случай 20-ата годишнина от трагедията.
- 2007 г. – Лекарите за социална отговорност и индийските Лекари за мир и развитие издават съвместно изявление, противопоставящо се на споразумението между САЩ и Индия за ядрени технологии, и провеждат кампания срещу нея през цялата година.

- 2008 г. – 18-ият Световен конгрес в Делхи се фокусира върху основната роля на Индия за постигане на глобално ядрено разоръжаване, както и върху значението на устойчивото, справедливо развитие за здравето и сигурността. Лидерите на ЛСПЯВ се срещат с министър-председателя Сингх и с президента Пател. Членовете на ЛСПЯВ участват и в 9-ата Световна конференция за превенция на нараняванията и насърчаване на безопасността в Мерида, Мексико.
- 2009 г. – ЛСПЯВ организира медицински апел към новия американски президент Барак Обама и към руския президент Дмитрий Медведев, подписан от повече от 300 от най-добрите лекари в света, които призовават лидерите на най-големите ядрени сили да „прекратят веднъж завинаги ерата на ядрените оръжия“.
- 2010 г. – 800 лекари, студенти и активисти се събират на Световния конгрес на ЛСПЯВ в Базел, Швейцария от цял свят, за да отбележат 30-годишнината на ЛСПЯВ, като се ангажират да предотвратяват ядрена катастрофа.
- 2011 г. – ЛСПЯВ се ангажира с широко разпространени обществени образователни дейности и работа с медиите, за да предложи медицинска и обществена перспектива за кризата с ядрения реактор във Фукушима, Япония. Улрих Готщайн от ЛСПЯВ – Германия, един от първите и най-изтъкнатите лидери на ЛСПЯВ, е удостоен от Германската медицинска асоциация.
- 2012 г. – ЛСПЯВ се завръща в Хирошима за 20-ия си Световен конгрес, където стотици здравни специалисти и активисти от над 30 страни обсъждат катастрофалните хуманитарни последици от ядрените оръжия и научават за плана на МКЗЯО за кампания за договор, забраняващ ядрени оръжия. Студенти по медицина правят 500 км велосипедна обиколка за мир от Нагасаки до Хирошима.
- 2013 г. – На Общото събрание на ООН в Ню Йорк е приет исторически договор за търговията с оръжие. Договорът, за който ЛСПЯВ провежда кампании като глас на общественото здраве, определя ясни правила за всички глобални трансфери на оръжия и боеприпаси. На 13-ата световна среща на Нобеловите лауреати на мира във Варшава, ЛСПЯВ призовава за обявяване и премахване на ядрените оръжия като хуманитарен императив, в изявление, подкрепено от 10 други участващи лауреати. Глобалната търговия с оръжие и опустошението, причинено от лекото стрелково оръжие, са фокус на международен конгрес на ЛСПЯВ в Германия.
- 2014 г. – ЛСПЯВ играе ключова роля на две международни конференции за хуманитарното въздействие на ядрените оръжия в Наярит, Мексико, през февруари и във Виена, Австрия през декември. В края на конференцията във Виена се стартира хуманитарен ангажимент, който да инициира политически процес за нов договор за забрана на ядрените оръжия. 21-вият Световен конгрес на ЛСПЯВ се провежда в Астана, Казахстан. След повече от десетилетие кампании от хиляди по целия свят, Договорът за търговията с оръжие става международно право.
- 2015 г. – ЛСПЯВ – Германия стартира проект „Ние отказваме да бъдем врагове“ в отговор на конфликта в Украйна. Стотици хора публикуват снимки във Фейсбук и други сайтове на социални медии. ЛСПЯВ предупреждава, че кризата може да ескалира до използването на ядрени оръжия и призовава всички страни да сложат край на конфликта. ЛСПЯВ също така призовава за ратифициране на международното споразумение с Иран за предотвратяване на ядрените оръжия и критикува съществуващите ядрени държави за невъзможност да изпълнят своите задължения за разоръжаване и да изразходват стотици милиарди долари.
- 2016 г. – През октомври ЛСПЯВ публикува изявление, подписано от 17 нобелови лауреати, включително 15 лауреати на мира, призовавайки ООН да „гарантира, че преговорите за договор за забрана на ядрените оръжия ще започнат през 2017 г.“
- 2017 г. – Лидерите и активистите на ЛСПЯВ се присъединяват към повече от 100 други участници в МКЗЯО като участници от гражданското общество в преговорите за исторически договор за забрана на ядреното оръжие. Договорът е приет от огромно мнозинство държави на 7 юли. МКЗЯО получава Нобеловата награда за мир за усилията си за повишаване на осведомеността относно хуманитарните последици от ядрените оръжия.